# خازاريا
أحيانًا يتم الخلط بين هذا الشخص وبين الإمبراطورة البيزنطية أيرين، التي كانت ابنتها في القانون.

جيجاك (بالتركية: Çiçek)‏، وعُمدت باسم أيرين  (باليونانية: Ειρήνη)‏) كانت أميرة خزرية وابنة خاقان بهار. أصبحت إمبراطورة بالزواج من الإمبراطور الروماني الشرقي قسطنطين الخامس (حكم من 741-775). توفيت ق. 750م.